# 하나타구치 정류장
하나타구치 정류장(일본어: 花田口停留場, はなたぐちていりゅうじょう)은 일본 오사카부 사카이시 사카이구에 있는 한카이 전기 궤도의 정류장이다. 역 번호는 HN21이다.
오사카 부도 12호 사카이야마토타카다 선(사카이다이와 선)과의 교차로 부근에 위치한다.

## 역사
- 1911년 12월 1일: 개업.

## 정류장 구조
오미치스지 중앙부에 위치한다. 단선 승강장이 모쿠초 사거리를 끼고 엇갈리게 배치되어 있다. 하마데라에키마에 방면 플랫폼이 구라마노초히가시 1초에, 에비스초 방향 플랫폼이 구시야초히가시 1초에 위치한다.

## 역 주변
- 자비에루 공원(에비스 공원)
- 타마노이 식초 본사
- 무카신 사카이 본관
- 오사카 부립 센요 고등학교
- 사카이 시립 도노바바 중학교

## 사진

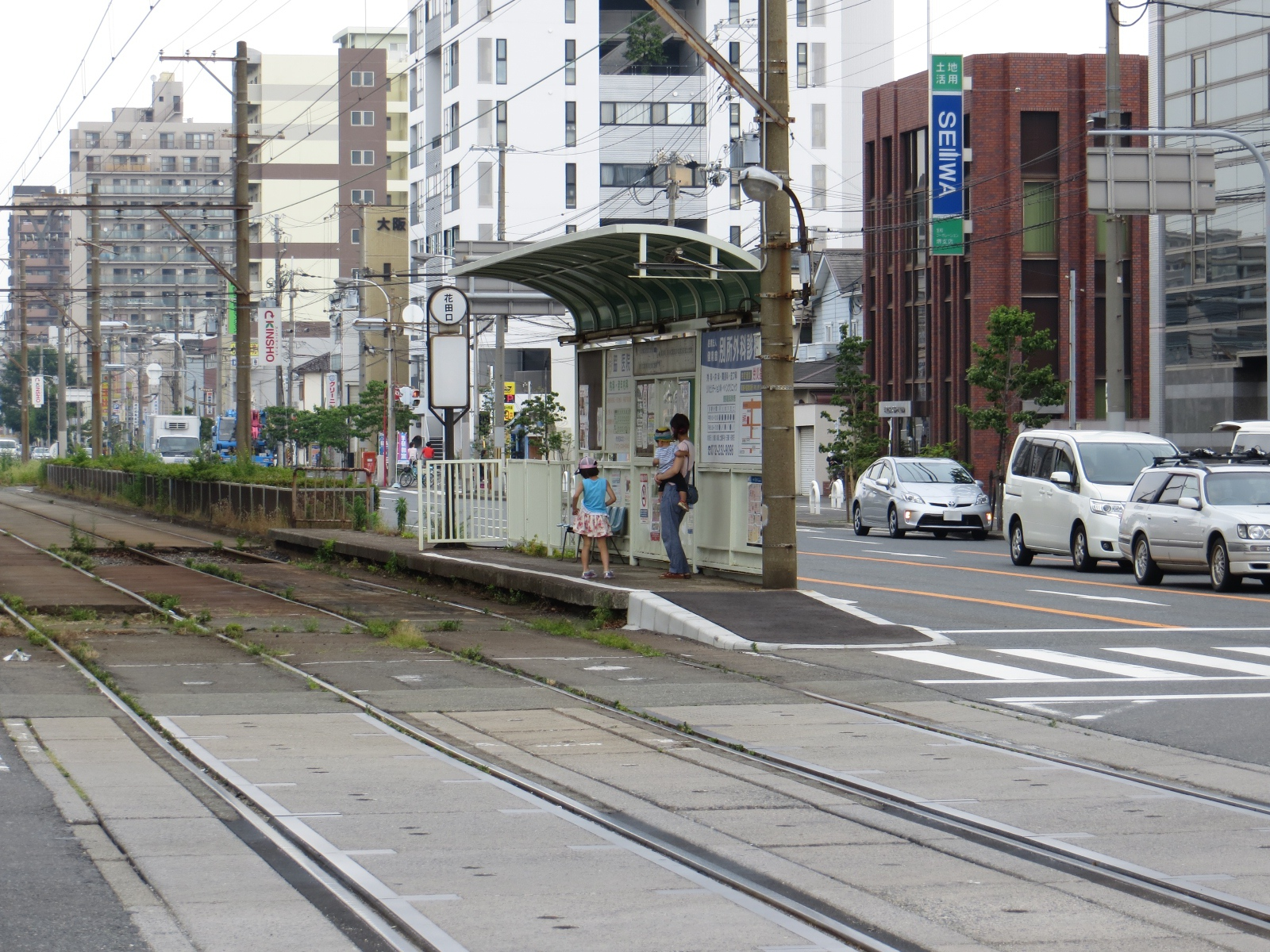
하마데라에키마에 방향 플랫폼
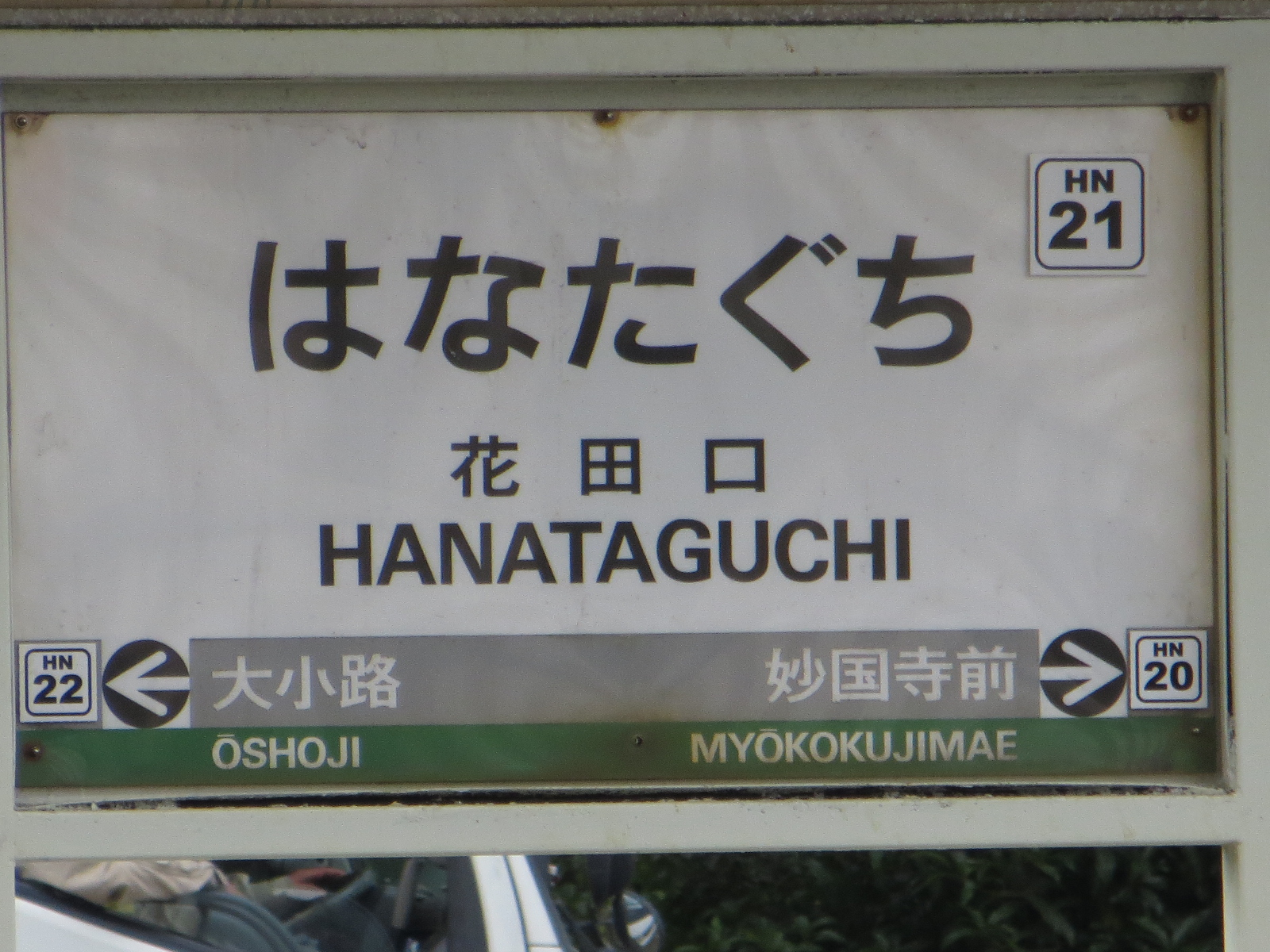
역명판

## 인접역
| 한카이 전기 궤도 ■ 한카이 선    | 한카이 전기 궤도 ■ 한카이 선 | 한카이 전기 궤도 ■ 한카이 선      |
| ------------------------------- | ---------------------------- | --------------------------------- |
| HN20 묘코쿠지마에 에비스초 방면 |                              | 오쇼지 HN22 하마데라에키마에 방면 |